# Bassikounou
Bassikounou è uno dei quattro comuni dell'omonimo dipartimento di cui è capoluogo, situato nella regione di Hodh-Charghi in Mauritania. Nel censimento della popolazione del  contava 7.856 abitanti.